# Kyo Kazama
Luca Arosio, biệt danh Kyo Kazama, là một đô vật người Ý.